# Liste des lignes de chemin de fer d'Italie
Pour des articles plus généraux, voir Transport ferroviaire en Italie et ligne de chemin de fer.
La liste ci-dessous présente des articles de Wikipédia portant sur des lignes de chemin de fer, et non les services de trains de voyageurs.

## Lignes à grande vitesse
- LGV Turin - Milan
- LGV Milan - Vérone (en construction)
- LGV Vérone - Venise (en construction)
- LGV Venise Trieste (en projet)
- LGV Milan - Bologne
- LGV Bologne - Florence
- LGV Florence - Rome (dite aussi "direttissima", la plus ancienne)
- LGV Rome - Naples
- LGV Naples - Salerne
- LGV Tortone - Gênes (en projet)
- Liaison ferroviaire transalpine Lyon - Turin (projet franco italien)

## Lignes principales du réseau classique
- Ligne de Coni à Vintimille
- Ligne adriatique (Ancône – Pescara – Bari – Lecce)
- Ligne d'Alexandrie à Plaisance
- Ligne de Bologne à Ancône
- Ligne de Bologne à Florence
- Ligne de Domodossola à Milan
- Ligne de Florence à Empoli à Pise à Livourne
- Ligne de Florence à Rome
- Ligne de Gallarate à Laveno
- Ligne de Gênes à Pise
- Ligne de Gênes à Vintimille
- Ligne de Milan à Bologne
- Ligne de Milan à Chiasso
- Ligne de Milan à Venise
- Ligne de Milan à Voghera
- Ligne de Naples à Foggia
- Ligne de Naples à Salerne
- Ligne de Parme à La Spezia
- Ligne de Pontebbana (Udine à Tarvisio)
- Ligne de Rome à Terni à Ancône
- Ligne de Rome à Formia à Naples
- Ligne de Rome à Cassino à Naples
- Ligne de Tortona à Gênes
- Ligne tyrrhénienne (Livourne à Rome)
- Ligne tyrrhénienne méridionale (Salerne à Reggio de Calabre, )
- Ligne de Turin à Gênes
- Ligne de Turin à Milan
- Ligne de Turin à Modane
- Ligne de Udine à Trieste
- Ligne de Padoue à Bologne
- Ligne de Venise à Trieste
- Ligne de Venise à Udine
- Ligne de Vérone à Bologne
- Ligne de Vérone à Brennero

## Autres lignes
- Ligne de Bari à Barletta
- Ferrovia Circumetnea
- Ligne de Caltanissetta à Agrigente
- Ligne Caltanissetta Xirbi-Gela-Syracuse
- Ligne de Catane à Agrigente
- Ligne Catane-Caltagirone-Gela
- Ligne de Messine à Syracuse
- Ligne de Palerme à Catane
- Ligne de Palerme à Messine
- Ligne Palerme-Agrigente-Porto Empedocle
- Ligne de Palerme à Trapani
- Ligne Syracuse-Gela-Canicattì
- Ligne de Motta Sant'Anastasia à Regalbuto
- Ligne de Caltanissetta à Palerme
- Ligne Syracuse-Raguse-Vizzini
- Ligne Palerme-Corleone-San Carlo
- Ligne de Castelvetrano à Porto Empedocle
- Ligne Alcantara-Randazzo